# Chip Reese
David Edward "Chip" Reese (28. marts 1951 i Centerville, Ohio – 4. december 2007 i Las Vegas, Nevada) var en amerikansk professionel pokerspiller. Han vandt 2006 pokerturneringen H.O.R.S.E.